# Factor de caiguda

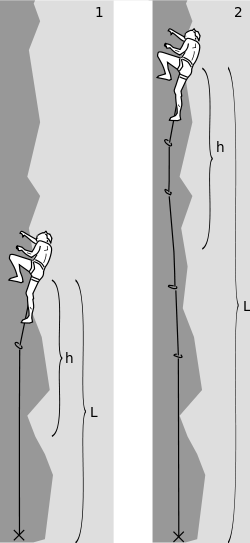
L'escalador caurà aproximadament de la mateixa altura h en ambdós casos, però serà sotmès a una força més gran a la posició 1, a causa del major factor de caiguda.

En l'escalada utilitzant una corda dinàmica, el factor de caiguda ({\displaystyle f}) és la relació de l'alçada ({\displaystyle h}) des de la que un escalador cau abans que la corda de l'escalador comenci a estirar-se i la longitud de la corda ({\displaystyle L}) disponible per absorbir l'energia de la caiguda,
{\displaystyle f={\frac {h}{L}}.}
És el principal factor que determina la violència de les forces que actuen sobre l'escalador i l'engranatge.
Com a exemple numèric, considereu una caiguda de 10 metres que es produeix amb 5 metres de corda fora (és a dir, l'escalador no ha col·locat cap protecció i cau des de 5 metres per sobre de l'assegurador fins a 10 metres per sota, una caiguda de factor 2). Aquesta caiguda produeix molta més força sobre l'escalador i l'equip que si s'hagués produït una caiguda similar de 10 metres a 50 metres per sobre de l'assegurador. En aquest últim cas (un factor de caiguda de 0,2), la corda actua com una goma elàstica més gran i més llarga, i el seu estirament dissipa l'energia de la caiguda de manera més eficaç.

## Magnitud dels factors de caiguda
El factor de caiguda més petit possible és zero. Això passa, per exemple, quan s'escala de segon.
Quan l'escalada s'inicia des del terra, el factor de caiguda màxim possible és 1, ja que en una caiguda més gran l'escalador tocaria a terra.
Una caiguda pot tenir un factor de com a molt 2. Això només pot passar quan l'escalador no té cap protecció des de l'última reunió. Tan bon punt l'escalador té alguna protecció per sobre de l'assegurament el factor de caiguda baixa per sota de 2.
En les caigudes que es produeixen en una via ferrada, els factors de caiguda poden ser molt més alts. Això és possible perquè la longitud de la corda entre l'arnès i el mosquetó és curta i fixa, mentre que la distància que pot caure l'escalador depèn dels espais entre els punts d'ancoratge del cable de seguretat. Per aquesta raó s'utilitzen dissipador d'energia per a la seva pràctica.

## Força d'impacte
La força d'impacte es defineix com la tensió màxima de la corda quan cau un escalador. Primer enunciarem una equació per a aquesta quantitat i descriurem la seva interpretació, i després mostrem la seva derivació i com es pot posar en una forma més convenient.

### Equació de la força d'impacte i la seva interpretació
Quan es modela la corda com un oscil·lador harmònic sense amortir, la força d'impacte {\displaystyle F_{\text{màx}}} a la corda ve donada per:
{\displaystyle F_{max}=mg+{\sqrt {(mg)^{2}+2mghk}},}
on {\displaystyle mg} és el pes de l'escalador, {\displaystyle h} és l'alçada de la caiguda i {\displaystyle k} és la constant elàstica de la corda que intervé en la caiguda.
Veurem a continuació que en variar l'alçada de la caiguda mantenint el factor de caiguda fix, la quantitat {\displaystyle hk} es manté constant.
Hi ha dos factors de dos implicats en la interpretació d'aquesta equació. En primer lloc, la força màxima sobre la peça superior de protecció és d'aproximadament {\displaystyle 2F_{\text{màx}}}, ja que la protecció actua com una politja simple. També podem observar que fins i tot quan el factor de la caiguda es {\displaystyle h=0} la força aplicada a l'ancoratge serà {\displaystyle F_{\text{màx}}=2mg} (de manera que la força màxima sobre la peça superior sigui aproximadament {\displaystyle 4mg}). Això es deu al fet que una caiguda de factor zero és sobre una corda sense tensió que s'estira. El valor mitjà de la tensió durant un cicle complet d'oscil·lació harmònica serà {\displaystyle mg}, de manera que la tensió circularà entre {\displaystyle 0} i {\displaystyle 2mg}.

### Deducció de l'equació
Conservació de l'energia a l'allargament màxim de la corda {\displaystyle x_{\text{màx}}} dona
{\displaystyle mgh={\frac {1}{2}}kx_{\text{màx}}^{2}-mgx_{\text{màx}};F_{\text{màx}}=kx_{\text{màx}}.}
La força màxima sobre l'escalador és {\displaystyle F_{\text{màx}}-mg}. És convenient expressar les coses en termes del mòdul elàstic {\displaystyle E=k{\frac {L}{s}}} que és una propietat del material del qual està construïda la corda. Aquí {\displaystyle L} és la longitud de la corda i {\displaystyle s} la seva àrea de secció transversal. La solució de la quadràtica dona
{\displaystyle F_{max}=mg+{\sqrt {(mg)^{2}+2mgEqf}}.}
A part de les propietats fixes del sistema, aquesta forma de l'equació mostra que la força d'impacte depèn només del factor de caiguda.
Utilitzant el model d'oscil·lador harmònic per obtenir la força d'impacte de cordes d'escalada reals en funció de l'alçada de caiguda {\displaystyle h} i el pes de l'escalador mg, cal conèixer el valor experimental de E d'una corda determinada. Tanmateix, els fabricants de cordes donen només la força d'impacte de la corda F0 i els seus allargaments estàtics i dinàmics que es mesuren en condicions de caiguda estàndard UIAA ({\displaystyle m_{0}=80{\text{kg}},f_{0}={\frac {23}{13}}}). L'ús d'aquests valors per eliminar la quantitat desconeguda E condueix a una expressió de la força d'impacte en funció de les altures de caiguda arbitràries {\displaystyle h}, els factors de caiguda arbitràries {\displaystyle f} i la gravetat arbitrària {\displaystyle g} de la forma:
{\displaystyle F_{\text{màx}}=mg+{\sqrt {(mg)^{2}+F_{0}(F_{0}-2m_{0}g_{0}){\frac {mgf}{m_{0}g_{0}f_{0}}}}}}
Tingueu en compte que mantenir de la derivació de l'equació basada en la prova UIAA a la fórmula anterior {\displaystyle F_{\text{màx}}} assegura que la transformació continuarà essent vàlida per a diferents camps de gravetat, com sobre un pendent que fa menys de 90 graus amb l'horitzontal. Aquest senzill model d'oscil·lador harmònic sense amortiment d'una corda, però, no descriu correctament tot el procés de caiguda de les cordes reals. Les mesures precises del comportament d'una corda d'escalada durant tota la caiguda es poden explicar si l'oscil·lador harmònic sense amortiment es complementa amb un terme no lineal fins a la força d'impacte màxima i, a continuació, a prop de la força màxima de la corda, la fricció interna en s'afegeix la corda que assegura la ràpida relaxació de la corda fins a la seva posició de repòs.

### Effecte de fricció
Quan la corda s'enganxa en diversos mosquetons entre l'escalador i l'assegurador, es produeix un tipus addicional de fricció, l'anomenada fricció seca entre la corda i, en particular, l'últim mosquetó retallat. La fricció "Dry" (és a dir, una força de fricció que és independent de la velocitat) condueix a una longitud efectiva de la corda més petita que la longitud disponible L i, per tant, augmenta la força d'impacte.